# السكري عند القطط

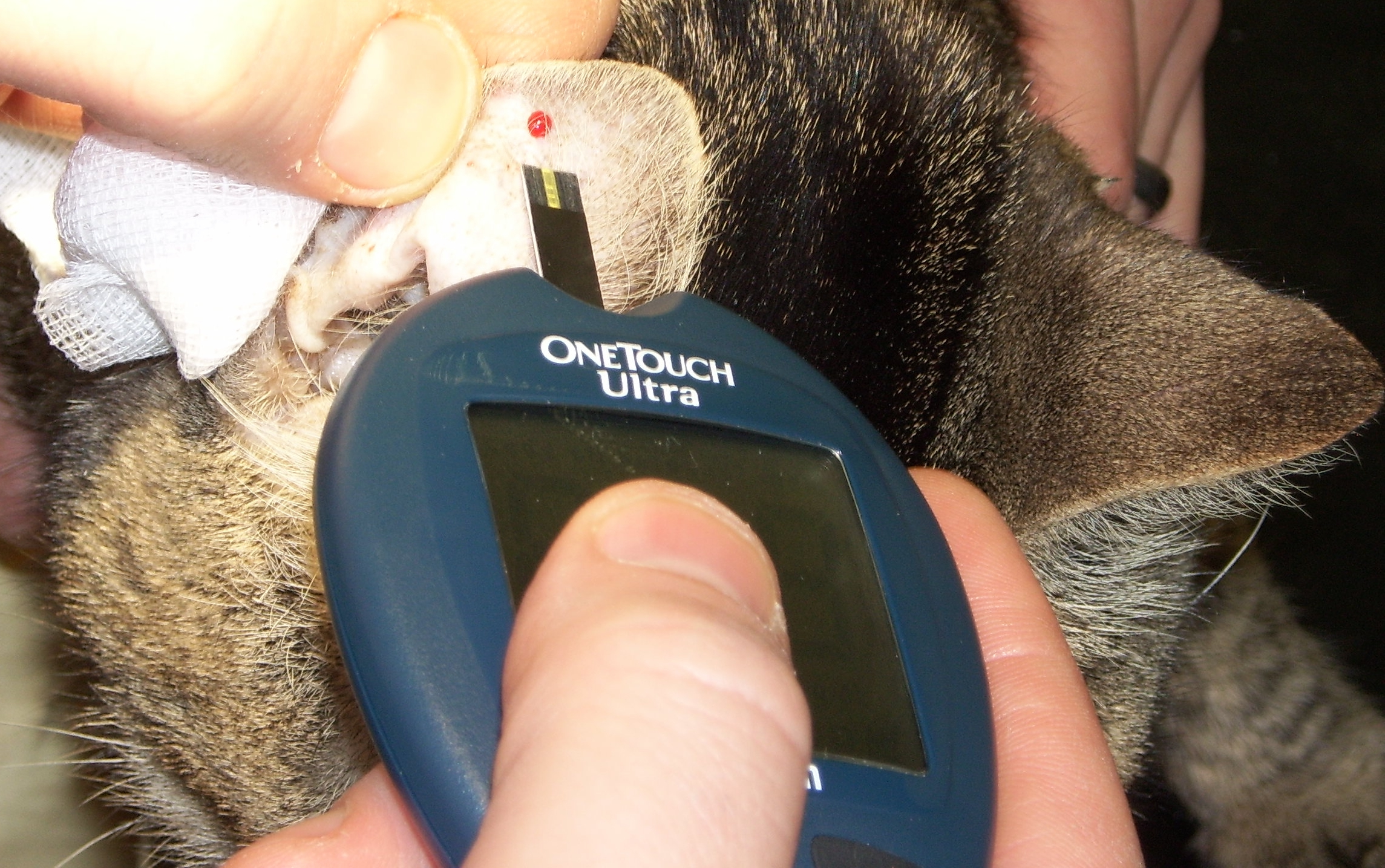
تحديد مستوى السكري عند القطط

داء السكري عند القطط (بالإنجليزية: Diabetes in cats )‏ هو مرض مزمن يُؤثر على أيض الكربوهيدرات، إما بسبب عدم الاستجابة الكافية للإنسولين أو بسبب مقاومته. ويتسم بارتفاع مزمن في نسبة الجلوكوز في الدم مثل السكري عند البشر. ويصيب واحدة من أربع مئة قطة إلا أن آخر الدراسات البيطرية ذكرت أنه في انتشار متزايد. إن أعراض داء السكري عند القطط مشابه لأعراضه عند البشر. وهو يظهر في أغلب الأحيان عند القطط أكثر من الكلاب، حيث أن 80 إلى 95 % من القطط المصابة بالسكري تعاني ما قد يشابه السكري النوع الثاني، ولكن بعد تشخيص الأعراض يتبين أنها تعاني عموما من السكري المعتمد على الإنسولين. وتعتبر هذه الحالة قابلة للعلاج، ويمكن علاج القطة بفعالية، مما يتيح لها أن تعيش حياة طبيعية حتى متوسط العمر المتوقع. في النوع الثاني من السكري عند القطط، قد يؤدي العلاج العاجل والفعّال إلى مرحلة استقرار السكري والتي لا تحتاج القطط فيها إلى أخذ حقن الإنسولين. لكن عند إهمال القطة وتركها دون علاج، فإن ذلك يؤدي إلى ضعف ساقيها على نحو متزايد مما يؤدي في نهاية المطاف إلى سوء التغذية من ثم إلى الحُماض الكيتوني السكري أو الجفاف أو كليهما ومن ثم الموت.

## الأعراض
تطور السكري غير المعالج عند القطط مشابه لمراحل تطوره عند البشر. وتظهر أعراض المرض عادة عند القطط تدريجيا خلال بضعة أسابيع أو أشهر، وقد يستغرق التنبه لها مدة أطول، إلا أن هذه الحالة نادرة عند القطط دون السبع سنوات.
ومن أول الأعراض الظاهرية هو فقدان الوزن المفاجئ (أو زيادته أحياناً) يصحبه إفراط في الشرب والتبول، فعلى سبيل المثال، قد يظهر لك هوس القطط بالماء حيث تتسلل حول الصنبور أو وعاء الماء. وقد تصبح قطتك فجأة إما مفتوحة الشهية (لثلاث أضعاف شهيتها المعتادة) أو قد تفقد شهيتها تماما. تنشأ هذه الأعراض لأن الجسم غير قادر على استخدام الجلوكوز كمصدر للطاقة.
قد تصبح الساقين الخلفيتين للقطة ضعيفة وتصبح مشيتها مُتكلفة ومتأرجحة (بسبب اعتلال الأعصاب المحيطية). وعادة ما يوحي تحليل السكر في حال الصيام (الاختبار المستخدم في حمية أتكينز) إلى السكري في هذه المرحلة. ويستخدم جهاز قياس سكر الدم الذي يستخدمه البشر على القطط أيضا، ويؤخذ الدم عادة من حواف أذن القطة أو من مخالبها؛ ومع تقدم المرض، ستظهر أجسام كيتونية في البول يُكشف عنها باستخدام شرائط البول التي يستخدمها البشر.
في المراحل الأخيرة من المرض، تصاب القطة بالضمور (الهزال)، وسيخسر الجسم الدهون والعضلات للبقاء على قيد الحياة. ويعتبر الخمول والعرج ورائحة الأستيون في الفم من الأعراض الحادة لمرض الحُماض الكيتوني السكري أوالتجفاف أو كليهما، وتعد حالة طبية طارئة.
يؤدي السكري غير المعالج إلى الغيبوبة ثم إلى الوفاة.

## العلاج
يمكننا علاج السكري لكنه مهدد للحياة في حال الإهمال. ويساعد التشخيص المبكر والعلاج من قبل طبيب بيطري مؤهل على منع تلف الأعصاب، وقد يؤديان في حالات نادرة إلى الدخول في هدأة (سكون المرض). وتستجيب القطط استجابة فعالة مع حقن الإنسولين طويلة الأمد ونظام غذائي منخفض السكريات؛ واتباع نظام غذائي يعتمد أساسا على البروتين والدهون يقلل من ارتفاع سكر الدم لأن السكري مرض ناتج عن استقلاب الكربوهيدرات.

## النظام الغذائي
يعتبر النظام الغذائي عنصر بالغ الأهمية في العلاج، حيث أنه يكون فعالاً بمفرده في كثير من الحالات. فعلى سبيل المثال، أظهرت دراسة مصغرة حديثة أن القطط المصابة بالسكري لم تعد بحاجة إلى الإنسولين بعد تغيير نظامها الغذائي إلى نظام منخفض السكريات. والسبب الأساسي لذلك أن النظام الغذائي منخفض السكريات يقلل من كمية الإنسولين المطلوبة ويحافظ على تباين سكر الدم على أن يكون منخفضاً وسهل التوقع/التنبؤ. كما أن عملية استقلاب الدهون والبروتينات أبطأ من عملية استقلاب الكربوهيدرات، وهذا يحد من الوصول إلى ذروة سكر الدم الخطرة بعد الوجبات مباشرة.
إن آخر الأنظمة الغذائية الموُصى بها للقطط تنصح باتباع نظام غذائي منخفض السكريات بدلاً من النظام الغذائي الغني بالألياف الموصى به سابقا، وأعلى مستويات السكريات موجودة في الأطعمة الجافة المخصصة للقطط والمصنوعة من الحبوب (حتى «الوصفات» غالية الثمن), لذلك فإن المعلبات التي تركز على البروتين والدهون هي الأفضل للقطط؛ وتعد كلا من وصفات المعلبات المخصصة للقطط المُصابة بالسكري والمعلبات العادية فعالة. ويجب على أصحاب القطط أن يهدفوا إلى توفير مالا يزيد عن ٪10 من احتياجات الطاقة اليومية من السكريات للقطة.

## الحبوب
إن الأدوية التي تستخدم عن طريق الفم كدواء غليبيزايد (Glipizide) الذي يحفز البنكرياس ويعزز إفراز الإنسولين (أو في بعض الحالات قد يحد من إنتاج الجلوكوز) نادراً ما تستخدم عند القطط، وقد تكون هذه العقاقير غير فعالة أبدا في حالة عدم عمل البنكرياس، كما تبيّن في بعض الدراسات أن هذه العقاقير قد تتلف البنكرياس أو الكبد. يخاف بعض أصحاب القطط من استبدال حقن الإنسولين بالحبوب، لكن خوفهم لا مبرر له، فالفرق بين التكلفة والملاءمة بسيط (يعتبر حقن معظم القطط أسهل من إعطائهم الحبوب)، كما أن الحقن أكثر تأثيراً في علاج هذا المرض.

## حقن الإنسولين
علاج الأشخاص المصابين بالسكري من النوع الأول غالبا يكون عن طريق حقنهم بالإبر عند تناول الطعام حيث تُستخدم حقن الإنسولين طويل المفعول مرة واحدة أو مرتين يومياً لتوفير مستوى إنسولين مناسب، ثم يستخدم الإنسولين قصير المفعول قبل تناول وجبات الطعام مباشرة.
وبالنسبة للقطط، فإن طريقة حقن الإبرعند تناول الطعام تستخدم بدلاً من جرعة بطيئة المفعول مرتين يومياً في محاولة للحفاظ على نسبة السكر في الدم ضمن النطاق الموصى به طوال اليوم. ومع هذه الطريقة، فإنه من المهم للقطة تجنب تناول الوجبات الكبيرة أو الأطعمة الغنية بالسكريات، لأنها قد تؤثر تأثيراً خطيراً على نسبة السكر في الدم، ويمكن أيضاً توقيت وجبات الطعام لتتزامن مع ذروة نشاط الإنسولين. ولا ينصح بالجرعات التي تؤخذ مرة واحدة يومياً، لأن الإنسولين عادة ما يتأيض عند القطط أسرع من البشر والكلاب؛ فعلى سبيل المثال، الإنسولين الذي تستمر فعاليته مدة 24 ساعة عند البشر قد يستمر تأثيره قرابة 12 ساعة فقط عند القطط.
ويمكن علاج القطط والكلاب بالإنسولين الحيواني (الإنسولين الخنزيري يشبه كثيرا الإنسولين الطبيعي للكلاب والإنسولين البقري للقطط) أو بالإنسولين البشري الاصطناعي. ويمكن أن يختلف اختيار أفضل منتج وأفضل نوع من الإنسولين من حيوان إلى آخر وقد يتطلب التجربة والخطأ؛ ومن أشهر أنواع الإنسولين البشري الاصطناعي هيوميولين إن (Humulin N) وونوفولين إن (Novolin N) ومستعلق الإنسولين المتجانس (NPH), حيث أنه يعتبر اختياراً منطقياً للكلاب ولكنه غالباً ما يكون اختياراً سيئاً للقطط، لأن الإنسولين يتأيض عند القطط بسرعة مضاعفة، وقد كان إنسولين لنت Lente والترالنت Ultralente شائعين للاستخدام الهري حتى صيف 2015 عندما قامت ليلاي ليلي ونوفو نورديسك بإيقاف انتاجهم.
وحتى وقت مبكر من التسعينات ظل الإنسولين المشتق من البقر والخنازير من الأنواع الموصى بها للحيوانات الأليفة، ولكن بدأ التخلص منه تدريجيا خلال فترة التسعينات، ويصعب إيجاده الآن في كثير من الدول، إلا أن هناك عدد من المصادر في أمريكا وبريطانيا، كما بدأ عدد من الأطباء البيطرين بالتوصية بها مرة أخرى، ولكن توقفت معظم الشركات المصنعة عن إنتاجها اعتبارا من 2007-2008، وظهر عضو مُتناظر اصطناعي جديد متوفر يسمى بروزينك.ProZinc
أنتجت شركة إنترفيت Intervet إنسولينCaninsulin (المعروف في الولايات المتحدة بـفيتاسولين Vetsulin)، وهو نوع من أنواع الإنسولين الخنزيري، المعتمد لكل من الكلاب والقطط، ويتوفر إما لدى الأطباء البيطريين أو الصيدليات مع وصفة طبيب بيطري على حسب الدولة. وقد سُحب من الأسواق في أمريكا في شهر نوفمبر من عام 2009 نتيجة لقوامه غير المتجانس، ووفقاً لموقع الشركة المصنعة، كان إجراء فحص الإنسولين للكلاب طويل وسطحي وبينما في القطط كان مماثل لمستعلق الإنسولين المتجانس NPH والذي يخفض نسبة السكر في الدم بسرعة ولكن لمدة 6إلى 8 ساعات فقط، وأصبح (فيتاسولين) Vetsulin متاح مرة أخرى في الولايات المتحدة الأمريكية اعتبارا من أبريل 2013.
وقد أصبح منتجا الإنسولين البشري الاصطناعي الجديدان الفائقان البطء متاحان في عامي 2004 و 2005 لتحسين الاستقرار الأساسي، ومعروفين عموما بإنسولين ديتمير detemirأو ليفيمير (Levemir)، وإنسولين غلارجين glargine أو لانتوس (Lantus). وقد أظهرت دراسات في جامعة كوينزلاند في مدينة بريزبن في أستراليا نتائج إيجابية مع إنسولين غلارجين في القطط، وأظهر بحث لرامبو وراند في مجلة Vet Intern Med في عام 2008 أن استخدام ليميفير Levemir ممكن مع بروتوكول مماثل، وأي إنسولين آخر في هذا البروتوكول قد يؤدي إلى تخفيف حالات القطط غير المعقدة إلى مرحلة الاستقرار، وتنجح معظم الحالات التي تبدأ باستخدام هذه البروتوكولات في أقرب وقت ممكن بعد التشخيص.

## الجرعة والتنظيم

### التوقيت
قد تتناول القطط في بعض الحالات وجبات طعامهم في أوقات محددة تتناسب مع أوقات حقنهم، وخصوصا عندما تكون الفترة الزمنية لها تأثير لتحقيق أفضل نتيجة مثل Caninsulin أو Vetsulinأو Humulin N. وبينما في حالات أخرى حين تتناول الحيوانات الأليفة طعامها في أوقات غير محددة وعادة ما تأكل قطع صغيرة طوال النهار أو الليل، فمن الأفضل استخدام إنسولين بطيء المفعول للحفاظ على مستوى ثابت لسكر الدم. ولا يزال بعض الأطباء البيطريين يتبعون التوصية القديمة لاستخدام إنسولين هيوميولين إن "Humulin "N أو إنسولين NPH للقطط، وهي بالنسبة لمعظم القطط سريعة المفعول، وقد توقف الإنسولين بطيء التأثير لنت Lente والترالنتUltralente Humulin L) و Humulin U) اعتباراً من 2005، لذلك يستخدم الآن لمعظم القطط إما إنسولين PZIالبيطرية، أو النظير الجديد لمدة يوم كامل غلارجين glargine (لانتوس Lantus) أو ديتمير detemir (ليفيميرLevemir).

### التنظيم
الهدف في البداية هو تنظيم مستوى سكر الدم لدى القط، والذي قد يستغرق بضعة أسابيع، وهذه العملية في الأساس هي نفسها التي تستخدم لمرضى السكري من النوع الأول من البشر، والهدف من استخدامها هو جعل مستوى السكر في الدم في مستوى جيد عند القطة خلال اليوم بأكمله أو معظمه.ويعتبر التنظيم باستخدام لانتوس (Lantus) أو ليفيمير (Levemir)هو الطريقة الموثقة والأكثر نجاحاً.
وتتضمن العقبات الشائعة للتنظيم ما يلي:
•	ظاهرة سوموجي بسبب الجرعة الزائدة المزمنة: هي الجرعة المرتفعة جدا والتي يمكن أن تسبب انتعاش سوموجي وبسهولة، ويبدو كأن هناك حاجة إلى المزيد من الإنسولين، وهذه الحالة يمكن أن تستمر لعدة أيام أو أسابيع، وتعتبر صعبة جداً على عملية التمثيل الغذائي عند القطط.
•	غذاء القطط عالي السكريات: تعد العديد من الأطعمة التجارية (وخصوصا الأطعمة «الخفيفة») غنية بالحبوب، لذا فهي غنية بالكربوهيدرات. وستحافظ السكريات الإضافية على ارتفاع نسبة السكر في الدم عند القطط. وتحتوي الأطعمة المعلبة عموماً على سكريات أقل من الأطعمة الجافة، ويعتبر الطعام المعلب «الخاص بالقطط الصغيرة» أقل منهما. وتبين الدراسات الحديثة أن مرض السكري لدى القطط سيكون تنظيمه أفضل بل وسيقلل من تدخلات الأدوية عند اتباع نظام غذائي منخفض السكريات. وعندما تريد تغيير الأطعمة للقطة ينغي التدرج في ذلك. وتحتاج القطط التي تتبع نظام غذائي خاص بالتهاب البنكرياس أو الفشل الكلوي المزمن أو أي حالة أخرى معقدة إلى تنظيم أطباء متخصصين .
•	الإنسولين غير الملائم: الأنواع المختلفة من منتجات الإنسولين لها آثاراً ذاتية التحساس للعديد من القطط المختلفة. قد لا يبقى الإنسولين في بعض الجرعات مدة كافية أو قد لا يكون الخيار الأفضل للقطة. تكرار قياس سكر الدم عند القطة يمكن أن يحدد ما إذا كان الإنسولين يخفض مستوى سكر الدم طوال ساعات اليوم. وقد يتطلب الأمر استخدام نوع آخر من الإنسولين ما لم تستجب القطة للإنسولين الحالي.
الإرشادات التوجيهية لسكر الدم:
قد تختلف الأرقام المطلقة بين الحيوانات الأليفة وبالمعايير المترية. عادة ما يكون مقياس الجلوكوز المصنوع للبشر دقيقاً عند استخدام الدم الهري إلا عند قراءة نطاقات انخفاض السكر في الدم (<80 mg/dl–4.44 mmol/L). في هذه المرحلة نجد أن اختلاف حجم خلايا الدم الحمراء عند البشر والحيوانات يمكن أن يخلق قراءات غير دقيقة.
إن الأرقام الموضحة أدناه ظهرت لنا باستخدام مقياس الجلوكوز المنزلي العادي، وما هي إلا إرشادات عامة فقط، والمستويات المعروضة تقريبية:
مقياس الجلوكوز للإستخدام البيطري متوفر لدى شركة آي-سينس (i-SENS) في كوريا الجنوبية واسم الماركة هو فيتميت.
فيتميت (VETMATE) هو جهاز محمول (للرعاية السريرية) وهو يحتاج إلى عينة دم تساوي 0.4㎕، ويعطي النتائج في غضون خمس ثوانٍ فقط....

## المضاعفات

### اعتلال الأعصاب
تعتبر متلازمة ضعف الساقين الموجودة عند العديد من القطط المصابة بالسكري هي شكل من أشكال اعتلال الأعصاب، وسببه تلفاً في الغمد المياليني للأعصاب الطرفية بسبب سميّة الجلوكوز وتجويع والتي بدورها ناجمة عن فرط سكر الدم المزمن. ومن الشائع عند القطط أن الساقين الخلفية تصبح أضعف حتى تصبح أخمصية الوطء حيث تقف على عراقيبها بدلاً من الوقوف الطبيعي على أصابعها. وقد تعاني القطة من مشكلة في المشي والقفز، وقد تحتاج إلى أن تجلس بعد مشي عدة خطوات. فالبعض أوصى بنوع محدد من فيتامين ب 12 يسمى بميثيلكوبالامين (methylcobalamin) لمداواة التلف العصبي. يشفى اعتلال الأعصاب أحياناً من تلقاء نفسه خلال 6-8 أسابيع عندما ينتظم السكر في الدم، ولكن هناك أدلة سردية تشير إلى شفاء تام وأسرع باستخدام مكملات الميثيلكوبالامين.

### انتعاش
يؤدي الكثير من الإنسولين إلى زيادة تعارضية لسكر الدم. وعادة ما يلاحظ أصحاب القطط الذين يتابعون سكر الدم لقططهم في المنزل «آثار سوموجي» هذه. عندما ينخفض مستوى سكر الدم بحيث يصبح هناك نقص في سكر الدم، يُفرغ الجسم كردة فعل دفاعية سكر الدم (الناتجة عن تحويل الجليكوجين في الكبد)، بالإضافة إلى هرمونات الإدرينالين والكورتيزول في مجرى الدم.
يرفع الجليكوجين سكر الدم بينما تجعل الهرمونات الأخرى للقطة مقاومة للإنسولين لفترة. وثق الطبيب ميشيل سموجي هذه الظاهرة لأول مرة. إذا لم يوجد في الجسم جليكوجين احتياطي، لن يكون هناك تأثير انتعاش وستعاني القطة من نقص في سكر الدم. ويمكن أن تؤدي زيادة الجرعة قليلا إلى تأثير انتعاش أيضا.

### تضخم الأطراف
أظهرت دراسة حديثة أن تضخم الأطراف قد يكون السبب الرئيسي الجديد لمرض السكري عند القطط، مع انتشاره بنسبة 20-30% بين القطط المصابة بالسكري. فحص مستوى عامل النمو الشبيه بالإنسولين (IGF-1) في الدم هو فحص أساسي لتضخم الأطراف عند القطط.